# Die Aula (Roman)
Die Aula ist ein Roman von Hermann Kant, der erstmals 1965 erschien und in den Biographien seiner Protagonisten die Geschichte der Arbeiter-und-Bauern-Fakultäten in der DDR nachzeichnet.

## Ort und Zeit
Die erzählte Zeit erstreckt sich von der Gründung der DDR bis zur Schließung der Arbeiter-und-Bauern-Fakultät an der Universität Greifswald, wobei sich die Gegenwart (1962) und die Vergangenheit (1949–1952) überlappen.

## Gattung
Ankunftsroman, Bildungsroman, Entwicklungsroman

## Inhalt
Den erfolgreichen Journalisten und Literaturkritiker Robert Iswall ereilt telegraphisch die Bitte, anlässlich der Schließung seiner ehemaligen Lehranstalt, einer Arbeiter-und-Bauern-Fakultät (ABF), eine Festrede zu halten. Obgleich anderen Projekten verpflichtet, zieht ihn der Auftrag in den folgenden Monaten zusehends in seinen Bann und wird Anlass zu einer Rückschau auf die Anstrengungen der jungen DDR, nach Kriegsende Bildungsmöglichkeiten für die unterprivilegierten Schichten zu etablieren. Im Fokus der Betrachtungen stehen Iswalls Freunde und Zimmergenossen Gerd Trullesand, Jakob Filter und Karl-Heinz Riek. Allesamt proletarischen Berufsgruppen entstammend, werden sie – nach unbeholfenem Beginn – glänzende Absolventen der ABF. Möglich ist dieser Erfolg durch ihren starken Zusammenhalt und den unbedingten Willen, mit eisernem Fleiß und hingebungsvoller Lernbereitschaft die Schwierigkeiten zu überwinden, die sich einerseits aus dem Lehrstoff, andererseits der bestenfalls gönnerhaften, im Grunde jedoch verächtlichen Einstellung des etablierten Bildungsbürgertums (Dozenten ebensowohl wie Studenten) ergeben, das unverhohlen seinen akademischen Dünkel zur Schau stellt. Das Aufeinandertreffen der ungleichen Charaktere (Trullesand ist ein Frauenliebling, Filter schüchtern und unsicher, Riek ein geborener Organisator, Iswall ein notorischer Angeber) bewirkt jene Situationskomik, die wesentlich zum Erfolg des Romans beigetragen und den Kritiker Reich-Ranicki zu der Apostrophierung des Verfassers als „ganz großer Könner“ bewogen hat.
Ein weiteres Motiv, das den ganzen Roman durchzieht, ist das der persönlichen Schuld: Nach den Abiturprüfungen hat Iswall der Parteileitung in einem Kadergespräch aus (grundloser) Eifersucht vorgeschlagen, dass Gerd Trullesand – sein bester Freund und vermeintlicher Rivale um die Gunst einer Frau – für sieben Jahre in die Volksrepublik China delegiert wird, um dort ein Studium der Sinologie aufzunehmen. Bedingung dafür ist Trullesands sofortige Eheschließung mit einer Kommilitonin. Der Parteidisziplin gehorchend, willigt der konsternierte Auserwählte ein. Am Ende des Romans kommt es zu einer klärenden Aussprache der Protagonisten, in deren Verlauf sich herausstellt, dass die Sinologie – ebenso wie die Gattin – „Haupttreffer“ waren. Gleichzeitig erreicht Iswall die Nachricht, dass seine Rede aus dem Programm des Festakts in der Aula gestrichen worden ist: Man wünscht keine Rückschau mehr, sondern einen Blick nach vorn.
Der Roman vermittelt die selbstgewisse Überzeugung, dass die ABF ihren historischen Auftrag erfüllt hat, die Hochachtung vor den Absolventen sowie die Zustimmung zu einem Land, das ihnen ihre glänzenden Karrieren überhaupt erst ermöglicht hat.

## Besonderheiten

### Autobiographische Ausprägung
Ebenso wie sein Protagonist Robert Iswall ist Hermann Kant in Hamburg gebürtig, geriet gegen Kriegsende in polnische Kriegsgefangenschaft und besuchte die ABF Greifswald.

### Das Motto
Das Heine-Zitat „Der heutige Tag ist ein Resultat des gestrigen. Was dieser gewollt hat, müssen wir erforschen, wenn wir zu wissen wünschen, was jener will“ entstammt Heines „Französischen Zuständen“. Dieses Motto ist als Leitmotiv des bilanzierenden Protagonisten Robert Iswall zu sehen.

### Der Titel
Der Titel des Romans steht für „die proletarische Enteignung eines bürgerlichen Bildungssymbols“ und somit „den Aufstieg einer ganzen Klasse“.

### Karl-Heinz Riek
Eine Sonderstellung unter den handelnden Figuren nimmt Karl-Heinz Riek ein, einer sprachlichen Marotte halber „Quasi“ genannt. Während seine Kommilitonen im Anschluss an das Abitur ausnahmslos ein erfolgreiches Studium aufgenommen und ansehnliche Karrieren gemacht haben, setzt sich ausgerechnet der begabte Organisator, überzeugte Agitator und talentierte Mathematiker Riek „in den Westen“ nach Hamburg ab, wo er eine zweifelhafte Gastwirtschaft mit Wettbüro führt. Ein neugieriger Besuch im Verlauf einer Dienstreise, die Iswall anlässlich der großen Hamburger Flutkatastrophe von 1962 in seinen Geburtsort führt, lässt ihn ratlos.
Einige Indizien (wie etwa das Fehlen von Rieks Kaderakte im Archiv der Universität, die nach wie vor gültige Partei-Bürgschaft für Filter, die beschwörenden Worte anlässlich der Begegnung in Hamburg und nicht zuletzt die komplette Unerklärlichkeit des Vorgangs) legen den Eindruck nahe, der linientreue Kommunist sei als Spion tätig und unterhalte seine Hamburger Gastwirtschaft nur zum Schein.

## Kritische Wertung

### Rezeption der Erstveröffentlichung
„Kants bekanntester und bester Roman“ wurde in beiden deutschen Staaten kontrovers diskutiert und machte den Autor schlagartig bekannt. Im Osten stieß insbesondere Kants Ironie bei einigen orthodoxen Kritikern auf Widerspruch. Andere lobten die „Heiterkeit, die von Überlegenheit zeugt“, das „parteiliche Bekenntnis“ der Kantschen Hauptfiguren zur „sozialistischen Entwicklung“ und erklärten das Buch zum Kunstwerk der sozialistischen Nationalliteratur. Kants satirische Attacken auf die Bundesrepublik fanden in Ostkritiken Zustimmung, erregten aber Widerspruch bei westdeutschen Rezensenten wie Günther Zehm oder Marcel Reich-Ranicki, der die „Unaufrichtigkeit des Buches“ beklagte und Kant vorwarf, er sei zu feige, die Wahrheit über die Verhältnisse in der DDR zu schreiben.

### Stil
Einmütig wird dem Verfasser ein großes erzählerisches Talent attestiert. Er bedient sich souverän diverser Stilmittel, die bis dato in der sozialistischen Literatur verpönt waren: Wechsel der Zeit- und Stilebenen, Rückblenden, Perspektivenwechsel, innerer Monolog (Verschränkung von Reflexion und Handlung), sozialistischer Realismus, Scherz, Satire und ironische Brechung werden mühelos miteinander verbunden. In der DDR-Rezeption spielt die gedankliche Rede auf den Waldarbeiter Jakob Filter, der es bis zum Hauptabteilungsleiter im Ministerium für Land- und Forstwesen gebracht hat, eine herausragende Rolle. Thematisch ist eine gewisse Verwandtschaft zu Dumas’ Musketieren unübersehbar: Eine verschworene Gemeinschaft setzt sich für ihre gemeinsame Überzeugung ein. Die oftmals heitere Interaktion der vier Hauptpersonen könnte das Werk in die Nähe des Schelmenromans rücken, wären die Protagonisten nicht so unerhört tüchtig.
Der Stolz auf das Erreichte verführt den Autor gelegentlich zu einer selbstgefälligen Diktion, wie sie in Kants späteren Werken immer deutlicher zutage tritt. Im Bemühen, dem Leser das erworbene Wissen vorzuführen, gerät der Text mehrfach zu einem nicht revolutionär anmutenden Namedropping bildungsbürgerlicher Begrifflichkeiten. Das Ergebnis ist ein bisweilen affektierter, langatmiger Habitus auf Kosten der Kurzweil und seiner besonderen Stärke, der Anekdote. Nichtsdestoweniger hat der Roman sein Publikum gefunden und unterhalten, nicht zuletzt auch in der Bundesrepublik.
Es wird vermutet, dass sich der Autor bewusst des Stilmittels der Namenssymbolik bedient, „Iswall“ also für eine Mauer aus Eis oder gar Eisen stehen könnte, die sich, vergleichbar den eisernen Bändern im Märchen vom Froschkönig, um das Herz gelegt hat. Da der Protagonist als hochmütig, kaltherzig und unnahbar charakterisiert wird, jedoch versucht, sukzessive mit sich selbst und seiner Vergangenheit ins Reine zu kommen (Besuche bei Riek, Filter und Trullesand), ist eine solche Deutung nicht völlig von der Hand zu weisen (siehe dazu Thomaneck).

### Umgang mit unbequemen Themen
Robert Iswall ist kein bruchlos positiver, stets moralisch integerer Held, sondern im Kontext der realsozialistischen Ideologie in mancherlei Beziehung geradezu unerhört: Er verehrt keinen sowjetischen Schriftsteller, sondern Ernest Hemingway und Karl May, lässt seiner Spottlust freien Lauf, hat die falschen Bücher gelesen und als Mensch versagt. Zweifellos hat das zur Popularität des Buchs beigetragen. Es erreichte in der DDR hohe Auflagen, wurde in zahlreiche Sprachen übersetzt, in ost- wie westdeutschen Schulen gelesen und gilt als „der DDR-Roman schlechthin“.
Das Werk reißt zahlreiche unbequeme Themen an (Versagen des Einzelnen, Versagen des Kollektivs, Dogmatismus, Karrierismus, Eitelkeit, Borniertheit auf Funktionärsebene, „Republikflucht“, Chinesisch-sowjetisches Zerwürfnis), die sich indes geradezu märchenhaft auflösen (der positiv gezeichnete Parteisekretär Haiduck verliert zwar seinen Posten durch eine Intrige, bekommt am Ende aber einen höheren), mit einem Kalauer zur Seite gelegt oder als Kinderkrankheiten des neuen Systems bedauert werden. Die Parteilichkeit des Verfassers, sein grundsätzliches Bekenntnis zur DDR, legt seinen Figuren Fesseln an: Kant „weitet die Grenzen, in denen Kritik möglich ist, aus, doch sprengt er sie nirgends“.
Insbesondere die Republikflucht wird als persönliches Versagen mehrerer Beteiligter oder als völlig unerklärlicher Vorgang gesehen, nie jedoch als auch nur ansatzweise rational begründbare Handlung. Möglicherweise hat der Umstand, dass Robert Iswall seinen leiblichen Vater früh verlor, Anteil an seiner linientreuen Weltanschauung; die Vermutung liegt nahe, dass ihm die allwissende Partei nicht nur das familiäre Leitbild ersetzt, sondern auch das, was er emotional entbehrt.
Eine besondere Rolle spielt die Koketterie des Ich-Erzählers mit seiner Schuld: Sowohl die Sinologie als auch die Ehefrau haben sich nach Trullesands Bekenntnis als „Haupttreffer“ erwiesen; im Ergebnis war die – laut Selbstbekenntnis niemals irrende – Partei also auch in diesem Punkt unfehlbar. Mit dem Hintergrundwissen, dass dem Verfasser Hermann Kant angelastet wird, als Denunziant für die Verbannung eines ABF-Kommilitonen ans sowjetische Eismeer verantwortlich gewesen zu sein, hinterlässt gerade diese Passage einen beklemmenden Nachgeschmack.
Seine nonchalante Behandlung solcher Themen hat Kant den Vorwurf eingetragen, „Widersprüche schick aufzurauhen, um sie anschließend um so zuverlässiger wieder zu glätten“: „Aus Problemen macht Kant treuherzige Anekdoten“; „seine Erinnerungs- und Reflexionsgänge brechen, nach verheißungsvollen Anfängen, regelmäßig dort ab, wo ein wirkliches Tabu gebrochen, eine festsitzende Verdrängung aufgehoben werden müßte“.

### Leblose Protagonisten?
So ansteckend der Enthusiasmus der Romanfiguren gelegentlich wirkt, so sehr stellt sich die Frage nach ihrer Glaubwürdigkeit. Trotz allen Bemühens um Authentizität, die insbesondere durch die charakterlichen Brüche der Hauptperson suggeriert werden soll, besitzen sie einen reliefartigen Zuschnitt. Schwierigkeiten dienen lediglich dazu, die Protagonisten nach deren Überwindung noch glorioser erscheinen zu lassen. Hass, Verzweiflung, Rachedurst, Freude, Trauer, Glückseligkeit und Liebeshunger finden nicht statt. Es gibt keine erschütternden Sinnkrisen, keine großen Gefühle, weder im Verhältnis Iswall – Trullesand und erst recht nicht im Verhältnis zwischen Mann und Frau. Eingehüllt in eine vernunftdurchtränkte Atmosphäre, reden sich die Figuren ihre Probleme nicht von der Seele, sondern sagen sie allenfalls auf, um sie sogleich mit Hilfe des Kollektivs, der Parteidisziplin oder eines Deus ex machina zu lösen. Bei allen Arabesken sind die Protagonisten von mathematischer Kälte; idealtypisch modelliert wie ein Arbeiterdenkmal, hinterlassen sie trotz gegenteiliger Anstrengungen des Verfassers einen leblosen, synthetischen Eindruck.
Formal besitzt der Roman „einen geradezu westlichen Touch“; inhaltlich hingegen entfaltet er ein sozialistisches Biedermeier: Die DDR richtet sich nach Überwindung ihrer Kinderkrankheiten selbstzufrieden im Erreichten ein. Die Revolution entlässt ihre Kinder in ein kleinbürgerliches Idyll; großartige Menschen leben in einem großartigen Land: brave Aktivisten, sorglos und ihrer Zukunft gewiss.

## Auflagen

### Printausgaben
- Vorabdruck 1964 in der FDJ-Studentenzeitschrift „Forum“
- Rütten & Loening, Berlin (Ost), 1965
- Bertelsmann, München 1966
- Fischer-Taschenbuch-Verlag, Frankfurt/M. 1968, ISBN 3-596-20931-5
- Reclam, Leipzig 1979
- Rütten & Loening, Berlin (Ost) 1986, ISBN 3-352-00024-7
- Aufbau-Taschenbuch-Verlag, Berlin 1993 ff., ISBN 978-3-7466-1190-7

### Hörbücher
- Audio-CD: Hermann Kant Liest aus „Die Aula“ und „Der Dritte Nagel“, Label: Sony BMG Wort (2001), ISBN 3-89830-223-7
- Audio-Cassette: Hermann Kant Liest aus „Die Aula“ und „Der Dritte Nagel“, Label: Sony BMG Wort (2001), ISBN 3-89830-224-5

### Übersetzungen
Der Roman wurde in zahlreiche Sprachen übersetzt und erschien bei insgesamt 22 Verlagen.

## Dramatisierung
Erstmals dramatisiert wurde „Die Aula“ vom Landestheater Halle in der Spielzeit 1967/68. Nach einem Gastspiel des Ensembles mit Kurt Böwe als „Trullesand“ bei den „Berliner Festtagen“ im Oktober 1968 wurde die Hallenser Fassung vom Deutschen Theater Berlin übernommen, weiter bearbeitet und an den Kammerspielen mit Reimar Johannes Baur als „Iswall“, Dieter Franke als „Trullesand“, Dieter Mann als „Filter“, Gerhard Bienert als „Völschow“ und Peter Aust als „Quasi“ herausgebracht (Premiere am 18. Februar 1969). Mit mehr als 297 Aufführungen gehört „Die Aula“ zu den am häufigsten aufgeführten Stücken des Deutschen Theaters.
Die einzige Inszenierung außerhalb der DDR fand 1970 an der Vaganten Bühne in Westberlin (Regiedebüt: Egmont Elschner) statt.

## Verfilmung
- TV-Verfilmung DDR, Sendung vom 1. Juli 1972, Inszenierung Horst Schönemann
- TV-Verfilmung BRD 1976 nach der Bühnenfassung des Landestheaters Halle, Regie: H. Flick